# Brinio (uitgeverij)

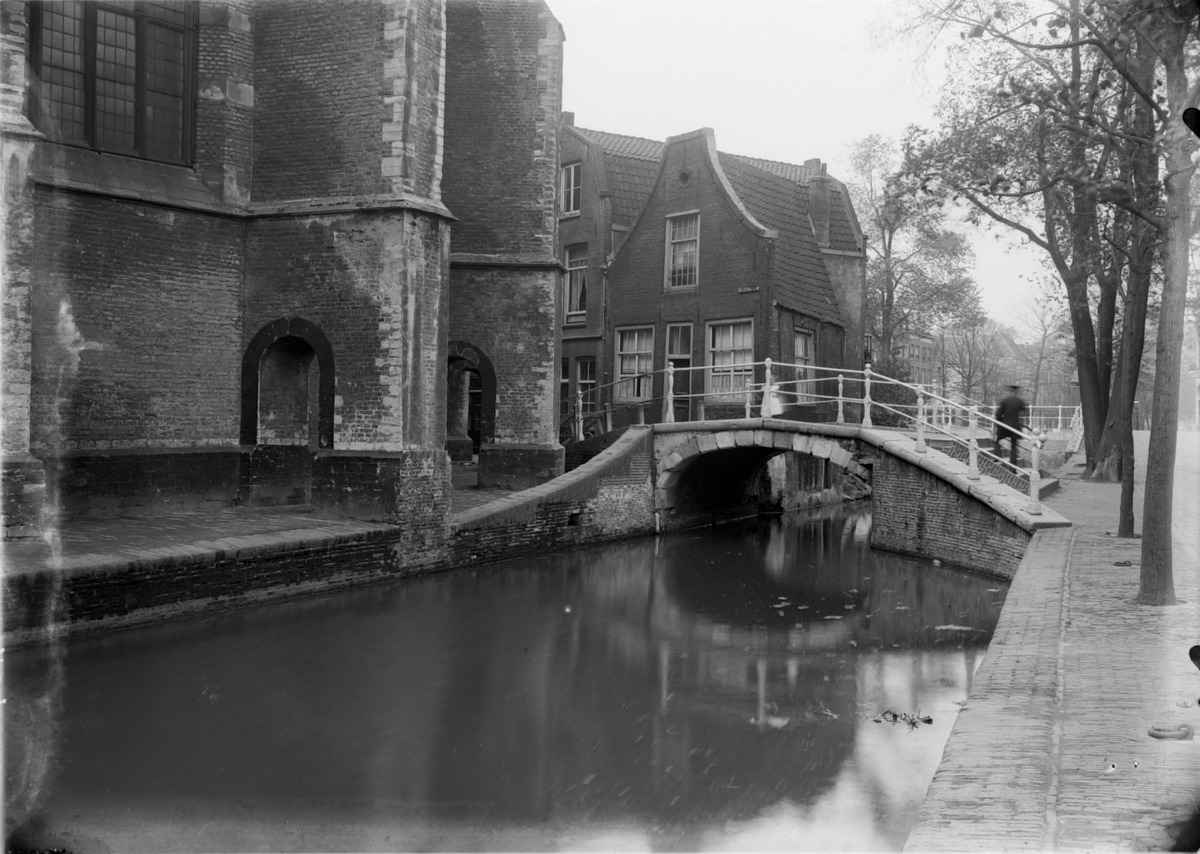
Beiaardiershuisje Kerkstraat Delft uit Briniocollectie RCE

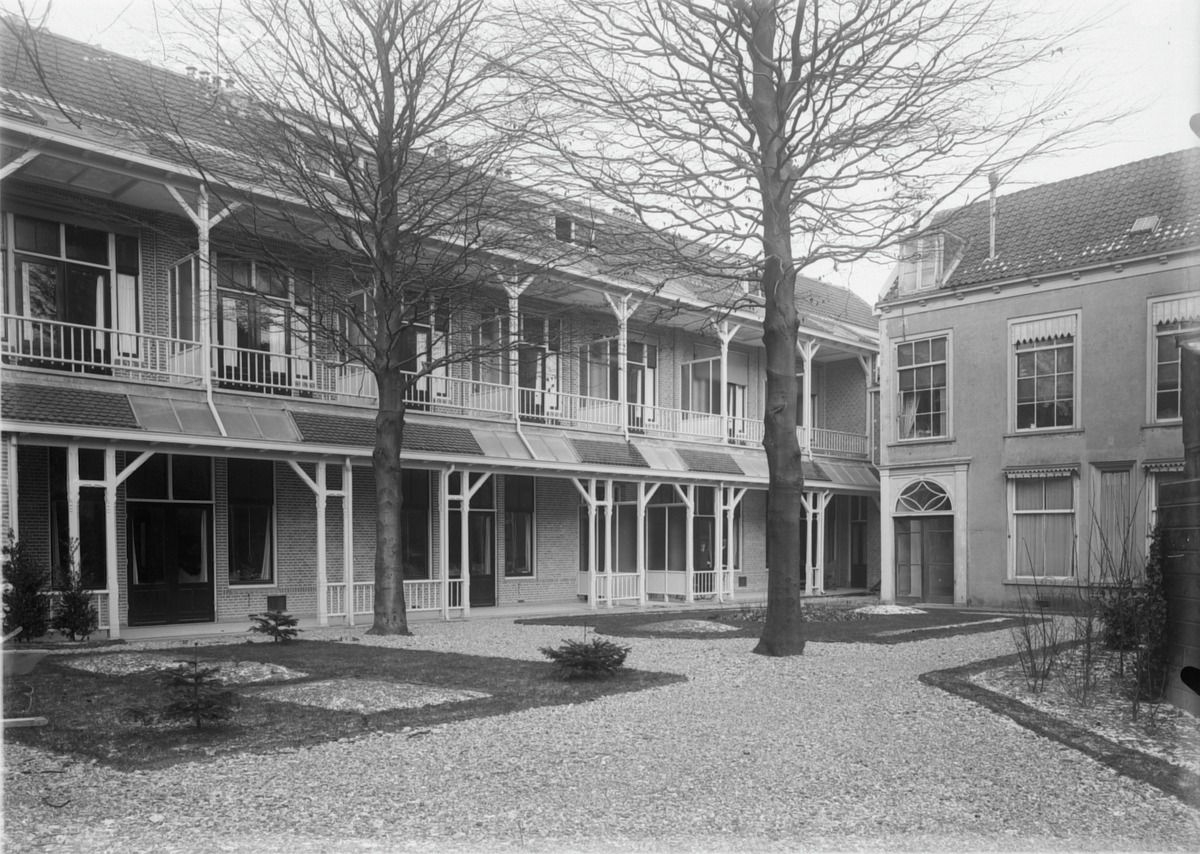
Bethel Ziekenhuis Delft uit Briniocollectie RCE

Uitgeverij Brinio (ook bekend als Grafische Kunstinrichting Brinio) was uitgever van vooral topografische ansichtkaarten. De onderneming was gevestigd in Rotterdam en in bedrijf van 1908 tot 1943. De ansichtkaarten toonden aanvankelijk foto's van Nederlandse dorpen en steden. De series bevatten afbeeldingen van gebouwen, stadsgezichten, dorpsgezichten en landschappen. Later werden meer gespecialiseerde series gemaakt ter promotie van instellingen en bedrijven. In de eerste helft van de twintigste eeuw waren ansichtkaarten enorm populair. Ze werden in het begin vooral in gegoede kringen en later algemeen gebruikt als vakantiegroet. De verspreiding van de foto’s via ansichtkaarten gaf het publiek een beeld van steden en streken in eigen land.
Brinio heeft een belangrijke bijdrage geleverd aan de bloeitijd van de Nederlandse topografische prentbriefkaart en is dan ook geliefd bij verzamelaars.

## Archief
In 1989 kwam in het bedrijfspand van de voormalige N.V. Van de Rhee's Drukkerij in Rotterdam het archief van Brinio tevoorschijn. Naast correspondentie en administratie bevat dit archief ca. 5.000 glasnegatieven en fotoafdrukken.
De Rijksdienst voor het Cultureel Erfgoed heeft de glasnegatieven aan zijn fotocollectie toegevoegd en wil deze belangrijke historische bron voor het publiek ontsluiten. Medio 2014 is men begonnen met het ontsluiten van de foto’s. Naar verwachting zullen inventarisatie en bestudering van het Brinio-archief veel nog onbekende beelden en talrijke nieuwe gegevens opleveren. Over de fotografen is weinig bekend. In de administratie zijn de namen gevonden van Adriaansz, Franken, Van Lente, Nieweg, Savelkoul, Versteeg, Vogt en Zeylemaker.
De meeste foto’s worden beschikbaar gesteld via de beeldbank van de Rijksdienst voor het Cultureel Erfgoed en via Wikimedia Commons. Het publiek zal worden uitgenodigd om aanvullende metadata (feitelijke informatie) te leveren over de getoonde afbeeldingen.